# Zone de protection du biotope de Storøya
La zone de conservation du biotope de Storøya (environ 2.9 hectares, dont environ 0.6 de terre) est situé au nord de Svangstrand dans le Holsfjorden (partie du Tyrifjorden), juste au nord des deux îles Kavringen et Midtøya, et a été créé par résolution royale le 22 juin 2018 en application de la loi no. 100 du 19 juin 2009  sur la gestion de la diversité de la nature et encouragée par le ministère de l'Environnement et du Climat. La zone de conservation est située dans la commune de Lier, comté de Buskerud, et est incluse dans la Zone de conservation des oiseaux de Tyrifjorden. Elle se compose d'une île et d'une zone d'environ 50 mètres autour d'elle.
La zone de conservation du biotope a été créée afin de prendre soin d'une région qui a une importance particulière en tant que site de nidification pour le goéland cendré. L'objectif étant de garder les lieux dans le meilleur état possible.